# Francesco Giuseppe del Liechtenstein
Francesco Giuseppe del Liechtenstein, detto Wenzel (nome completo in tedesco Franz Josef Wenceslaus Georg Maria; Zurigo, 19 novembre 1962 – Vaduz, 28 febbraio 1991), è stato un principe liechtensteinese.

## Biografia

### Gioventù

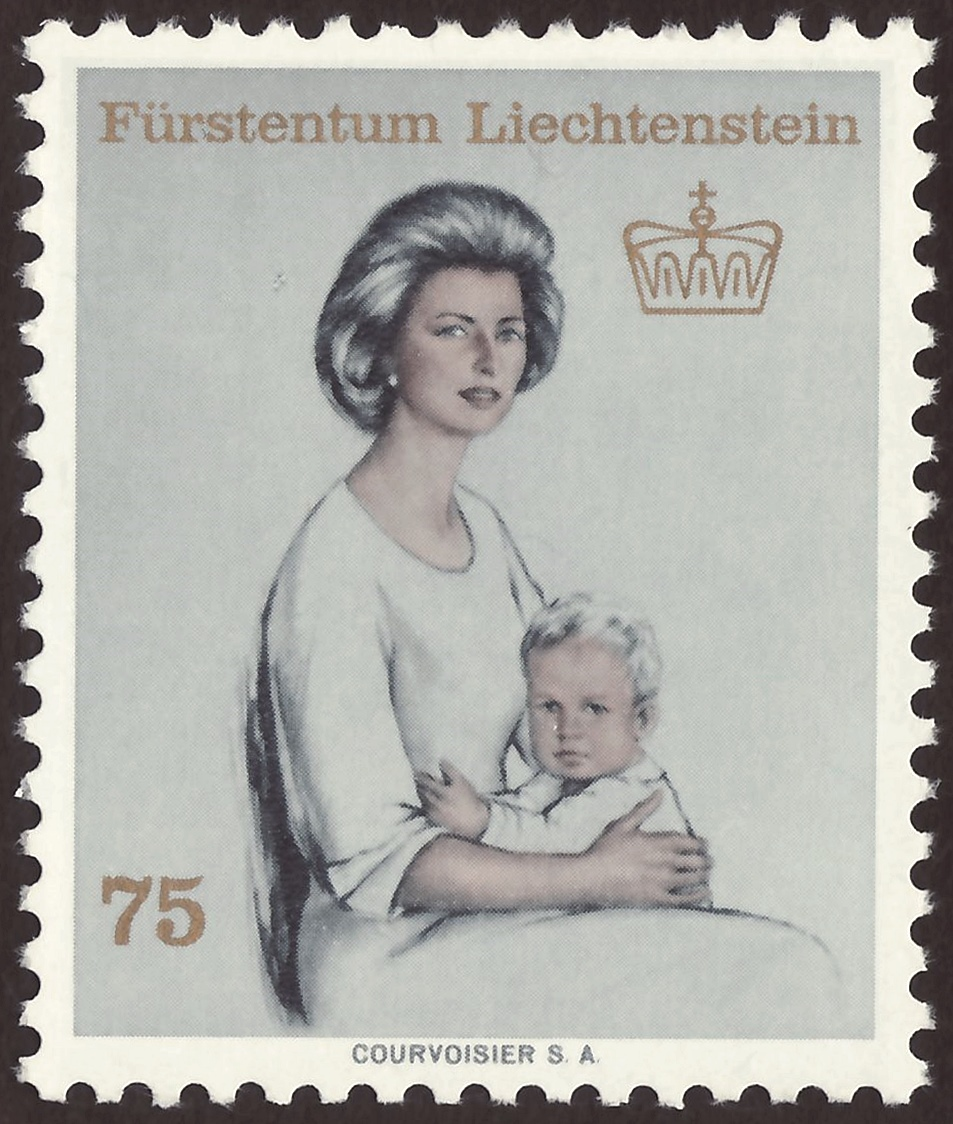
Francesco Giuseppe ritratto con la madre Gina su un francobollo (1965)

Il principe Wenzel nacque nel 1962 in una clinica di Zurigo, quintogenito di Francesco Giuseppe II e di Giorgina di Wilczek.
Fu battezzato dal parroco Ludwig Schnüriger nella chiesa di Vaduz e il suo padrino fu il principe Franz. Crebbe nel castello principesco con i fratelli maggiori e a Vaduz frequentò la scuola elementare dal 1968.
Nel 1973 entrò al Gymnasium Schloss Salem e nel 1976 al Lyceum Alpinum Zuoz; nell'aprile del 1982 si diplomò conseguendo sia il Matura Typus B che la maturità tedesca. Da settembre all'aprile del 1983 frequentò la Reale accademia militare di Sandhurst, poi servì da tenente fino ad agosto nelle Grenadier Guards.
A ottobre cominciò gli studi in medicina all'Università di Friburgo, continuandoli all'Ospedale universitario di Zurigo tra il 1985 e il 1989. Lavorò come assistente medico all'ospedale di Rorschach.

### Vita privata e morte
Wenzel appariva raramente in pubblico e si dedicava allo sci, al nuoto e allo squash, alla lettura, alla pesca e alla caccia. Morì inaspettatamente il 28 febbraio 1991, all'età di 28 anni a Vaduz.
Tra le ipotesi avanzate per spiegare il decesso del principe ci furono il suicidio per depressione, per un iperaffaticamento nel lavoro o per malattia.
La famiglia principesca non rese nota la causa della morte, né si espresse sull'esecuzione di un'eventuale autopsia. Venne tumulato il 6 marzo nella cripta principesca della chiesa di Vaduz al fianco dei suoi genitori.

## Titoli e trattamento
- 19 novembre 1962 - 28 febbraio 1991: Sua Altezza Serenissima, il principe Francesco Giuseppe del Liechtenstein

## Ascendenza
|                                         |                            |                                          | Genitori                                             |  |  | Nonni |  |  | Bisnonni                  |  |  | Trisnonni                            |  |
|                                         |                            |                                          |                                                      |  |  |       |  |  | Alfredo del Liechtenstein |  |  | Francesco di Paola del Liechtenstein |  |
|                                         |                            |                                          |                                                      |  |  |       |  |  | Alfredo del Liechtenstein |  |  | Francesco di Paola del Liechtenstein |  |
|                                         |                            | Ewa Potocka                              |                                                      |  |  |       |  |  | Alfredo del Liechtenstein |  |  |                                      |  |
| Luigi del Liechtenstein                 |                            |                                          |                                                      |  |  |       |  |  | Alfredo del Liechtenstein |  |  |                                      |  |
|                                         |                            | Enrichetta del Liechtenstein             | Luigi II del Liechtenstein                           |  |  |       |  |  |                           |  |  |                                      |  |
|                                         |                            | Enrichetta del Liechtenstein             | Luigi II del Liechtenstein                           |  |  |       |  |  |                           |  |  |                                      |  |
|                                         |                            | Enrichetta del Liechtenstein             | Franziska Kinsky von Wchinitz und Tettau             |  |  |       |  |  |                           |  |  |                                      |  |
| Francesco Giuseppe II del Liechtenstein |                            | Enrichetta del Liechtenstein             |                                                      |  |  |       |  |  |                           |  |  |                                      |  |
|                                         |                            | Carlo Ludovico d'Asburgo-Lorena          | Francesco Carlo d'Asburgo-Lorena                     |  |  |       |  |  |                           |  |  |                                      |  |
|                                         |                            | Carlo Ludovico d'Asburgo-Lorena          | Francesco Carlo d'Asburgo-Lorena                     |  |  |       |  |  |                           |  |  |                                      |  |
|                                         |                            | Carlo Ludovico d'Asburgo-Lorena          | Sofia di Baviera                                     |  |  |       |  |  |                           |  |  |                                      |  |
| Elisabetta Amalia d'Asburgo-Lorena      |                            | Carlo Ludovico d'Asburgo-Lorena          |                                                      |  |  |       |  |  |                           |  |  |                                      |  |
|                                         |                            | Maria Teresa di Braganza                 | Michele del Portogallo                               |  |  |       |  |  |                           |  |  |                                      |  |
|                                         |                            | Maria Teresa di Braganza                 | Michele del Portogallo                               |  |  |       |  |  |                           |  |  |                                      |  |
|                                         |                            | Maria Teresa di Braganza                 | Adelaide di Löwenstein-Wertheim-Rosenberg            |  |  |       |  |  |                           |  |  |                                      |  |
| Francesco Giuseppe del Liechtenstein    |                            | Maria Teresa di Braganza                 |                                                      |  |  |       |  |  |                           |  |  |                                      |  |
|                                         | Johann Nepomuk von Wilczek | Johann Nepomuk Wilczek                   |                                                      |  |  |       |  |  |                           |  |  |                                      |  |
|                                         | Johann Nepomuk von Wilczek | Johann Nepomuk Wilczek                   |                                                      |  |  |       |  |  |                           |  |  |                                      |  |
|                                         | Johann Nepomuk von Wilczek | Emma Emo Capodilista                     |                                                      |  |  |       |  |  |                           |  |  |                                      |  |
| Ferdinand von Wilczek                   | Johann Nepomuk von Wilczek |                                          |                                                      |  |  |       |  |  |                           |  |  |                                      |  |
|                                         |                            | Elisabeth Kinsky von Wchinitz und Tettau | Ferdinand Bonaventura Kinsky von Wchinitz und Tettau |  |  |       |  |  |                           |  |  |                                      |  |
|                                         |                            | Elisabeth Kinsky von Wchinitz und Tettau | Ferdinand Bonaventura Kinsky von Wchinitz und Tettau |  |  |       |  |  |                           |  |  |                                      |  |
|                                         |                            | Elisabeth Kinsky von Wchinitz und Tettau | Marie von und zu Liechtenstein                       |  |  |       |  |  |                           |  |  |                                      |  |
| Giorgina di Wilczek                     |                            | Elisabeth Kinsky von Wchinitz und Tettau |                                                      |  |  |       |  |  |                           |  |  |                                      |  |
|                                         |                            | Zdenko Kinsky von Wchinitz und Tettau    | Johann Kinsky von Wchinitz und Tettau                |  |  |       |  |  |                           |  |  |                                      |  |
|                                         |                            | Zdenko Kinsky von Wchinitz und Tettau    | Johann Kinsky von Wchinitz und Tettau                |  |  |       |  |  |                           |  |  |                                      |  |
|                                         |                            | Zdenko Kinsky von Wchinitz und Tettau    | Iphigenie Dadan de Giulvaz                           |  |  |       |  |  |                           |  |  |                                      |  |
| Nora Kinsky von Wchinitz und Tettau     |                            | Zdenko Kinsky von Wchinitz und Tettau    |                                                      |  |  |       |  |  |                           |  |  |                                      |  |
|                                         |                            | Georgina Festetics de Tolna              | György Festetics de Tolna                            |  |  |       |  |  |                           |  |  |                                      |  |
|                                         |                            | Georgina Festetics de Tolna              | György Festetics de Tolna                            |  |  |       |  |  |                           |  |  |                                      |  |
|                                         |                            | Georgina Festetics de Tolna              | Eugénia Erdődy Erdődy de Monyorókerék et Monoszló    |  |  |       |  |  |                           |  |  |                                      |  |
|                                         |                            | Georgina Festetics de Tolna              |                                                      |  |  |       |  |  |                           |  |  |                                      |  |